# TAIJI with HEAVEN'S
TAIJI with HEAVEN'Sとは、TAIJIこと沢田泰司とDAIを中心に結成された日本のロックバンドである。TAIJIの死後、HEAVENSとして魂を受け継いだメンバーのみで活動を再開している。

## 概要
- 2006年4月、結成[1]。
- 2010年1月、最初で最後となった公式ミニアルバム『TAIJI with HEAVEN'S』リリース。メンバーはTAIJI、DAI、RYUTARO、TAKANARIで3月より精力的にライブ活動を開始。4月、"hide tribute 2010"に出演。
- 2010年7月、8月14,15日に横浜国際総合競技場で開催された「X JAPAN WORLD TOUR Live in YOKOHAMA 超強行突破 七転八起 〜世界に向かって〜」にTAIJIが緊急参戦した際はDAIと後のHEAVENSメンバーとなる賢（古沢賢太郎）がスタッフとして同行している。
- 2011年韓国のFrontman-groupと契約し、韓国内での活動を開始した[1][2]。TOKIYAがギターにゲスト参加、2011年にRYUTAROが脱退し、幅広い楽曲かつ多彩なアレンジを目指すべくツインギタースタイルに転向。新しいメンバーTOKIYAとHALを加えて韓国でのLIVEとTV出演を予定していたが、東日本大震災の影響で中止となる。同年7月にTAIJIが死去。新体制での活動は叶わぬまま活動に終止符が打たれるが、TAIJIの死後いくつかの未発表音源が発表されている。
- 2012年7月17日、TAIJIの一周忌に合わせて「Voiceless Screaming～from Heavens」が無料公開された。
- 2012年10月14日、追悼ライブPHOENIXが恵比寿LIVE GATE TOKYOにて開催。
- 2013年7月17日、HEAVENS NIGHT Dear TAIJIが新宿FNVにて開催。
- HEAVENSとして活動再開が期待される中、BASSにTAIJIのD.T.R時代から長く付き人だった賢を迎え、追悼ライブが開催されるようになる。
- 2014年7月11日、目黒 LIVE STATIONにてHEAVEN'S WILL開催。
- 2015年HEAVENSメンバーによるオフィシャルウェブサイトが開設される。
- 2015年2月28日、六本木LIVESPACE 虎寅虎にてRebirth of Heavens開催。TAIJI with HEAVENSの未発売音源「The Virgin」CDが無料配布される。
- 2015年7月、HEAVENSメンバーによる書き下ろしの新曲「Amazing Night」が完成、MV公開。
- 2015年7月17日、TAIJIの命日となる日に新宿Wild Side Tokyoにて追悼ライブ「一撃」を開催。Special GuestにThe Killing Red AddictionでTAIJIと共に活動した元GASTUNKのTATSUが参加。
- 2024年7月21日、9年ぶりにメンバーが集結し再始動、TAIJI追悼＆生誕イベント「The Phoenix Never Dies」が秋葉原Club GoodManにて開催。

## メンバー
- TAIJI - ベース
- DAI - ボーカル
- TAKANARI - ドラム、ピアノ
- RYUTARO- ギター(元メンバー）
- 賢 - ベース(TAIJI死後の後継ベーシスト）

## ディスコグラフィ
- TAIJI with HEAVEN'S（2010年1月） 最初で最後となった公式ミニアルバム
- Killer（2012年2月14日） We ROCK 027付録CD
- The Virgin（2015年2月28日無料配布） 未発売音源CD
- Amazing Night（2015年8月18日） We ROCK 048付録DVD